# Toumlane
Toumlane là một huyện (muang, mường) thuộc tỉnh Saravane ở hạ Lào.